# Első isonzói csata
Az I. isonzói csata egyike volt az első világháború folyamán az olaszországi Isonzó folyó mellett vívott tizenegy csatának.

## Előzmények
Hiába volt a Hármas szövetség tagja Olaszország, a Monarchia hadvezetése felkészült arra, hogy esetleg Olaszország az antant oldalán belép a háborúba és délről lerohanja Tirolt. Conrad vezérkari főnök már 1914 augusztusában megbízta Rohr Ferenc tábornokot, hogy erősítsék meg a Monarchia-Olaszország közti határszakaszt. Rohr 5 hadosztályt állított fel, ezek azonban többnyire képzetlen, önkéntes egységekből álltak, világos volt, hogy egy olasz támadást csak lelassítani tudnának, a sikeres védekezéshez azonban nem rendelkeznek elegendő erővel. A Monarchia hadvezetése azzal számolt, hogy csak a Száva térségében tudják majd megállítani az olaszokat.

## Olaszország hadba lépése
Olaszország az antant oldalán 1915. május 23-án hadat üzent az Osztrák–Magyar Monarchiának. A hadüzenet idején Tiroltól az Adriai-tengerig csak 6 hadosztály állt készen - a támadó 35 olasz hadosztály ellen. A térségben állomásozó monarchiabeli hadosztályok kb. fele magyar katonákból állt. Az olasz hadüzenet után a térségbe irányították a magyar VII. hadtestet (főképp alföldi csapatok), a XV. és a XVI. hadtestet (5 hadosztály) a szerb határról, a keleti hadszíntérről 1 és fél osztrák hadosztályt, továbbá a németek egy bajor hadosztályt küldtek a nyugati frontról. Összesen 220 000 puskányi haderőt (ebből azonban közel 100.000 fő volt a várak és erődök őrsége) tudtak összegyűjteni az olasz határon. A haderőt három részre osztották: Tirolban Viktor Dankl von Kraśnik, a Karni-Alpokban Rohr, az Isonzó mentén Svetozar Borojević vezette a csapatokat.
Luigi Cadorna megindította az „Első ugrás”-t (Primo Sbalzo), mely során a mozgósított olasz hadsereg jelentős túlerővel támadást indított az Adriai-tenger északi partvidékén. A tengerparti területek és Caporetto térségnek elfoglalása után elérték az Isonzó folyót. Cadorna nem rohanta meg azonnal az Isonzó-vonal gyenge védőcsapatát, így Boroevič haderői időt nyertek és felvonulhattak az első nagyobb csata előtt. Az olasz hadvezetés azt tervezte, hogy az Isonzó folyó átlépése után a csapatok egy része dél felé, Trieszt irányába fordul, míg a főerő észak felé, a Dráva irányába, Ljubljana felé támad. A 35 olasz hadosztályból két sereget (14 hadosztályt) az Isonzó felé, 2 hadosztályt pedig Karintia felé irányított. Tirol térségébe 2 sereget (12 hadosztályt) rendelt, ezeknek védelmi feladatot adott. Az olasz haderő a számbeli fölényét nem használta ki, többnyire csak tapogatózott, ahelyett, hogy frontális támadást indított volna a gyengén felszerelt, ám folyamatosan a térségbe érkező monarchiabeli seregek ellen. Június 22-ig az olaszok megszállták az Isonzóig elterülő térséget, csupán Görz, Tolmein előtt épült hídfők nyúltak át a nyugati partra. Június 11. és 17. között egy kisebb olasz támadás indult az Isonzó középső szakaszánál, mely során hídfőállást akartak létesíteni, ez azonban nem sikerült. Az olasz hadsereg kb. 11 000 főnyi veszteséget szenvedett el az előrenyomulás első hónapjában. A frontvonal északi részén az olaszok az Isonzó forrásvidékénél elfoglalták a Krn sziklatömb tetejét, melyet az alföldi toborzású, hegyi harcban járatlan VII. magyar hadtest nem tudott visszafoglalni.

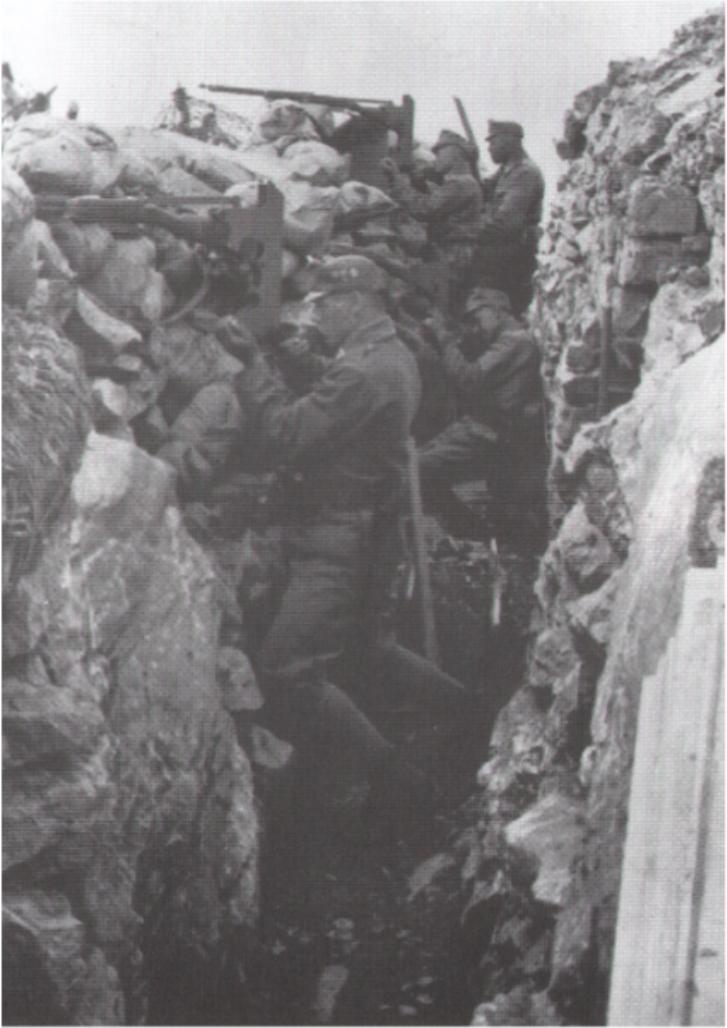
A Monarchia lövészárka az Isonzónál

## A csata
1915. június 23-án megkezdődött az első isonzói csata. A harc 1915. július 7-éig tartott. Az olasz seregek a Doberdó-fennsíkon és a görzi hídfőnél, illetve a tolmeini hídfőnél sorakoztak föl. Triesztet szerették volna elfoglalni, ezért hét napon át nehéztüzérségük lőtte a frontvonalat, majd megindult a gyalogság meglehetősen tervszerűtlen rohama. A Monarchia erőinek a kétszeres túlerő ellenére sikerült az olasz hadsereget megállítani; előnyös pozícióból védekeztek, a szögesdrót akadályok lelassították a támadást. Július elején a Monarchia parancsnoka, Svetozar Borojević két hadosztályt csoportosított át az Isonzó folyóhoz, melyekkel együtt a Monarchia csapatainak sikerült stabilizálniuk védelmi vonalaikat. Cadorna július 7-én leállította a támadást, az olaszok szinte semmilyen eredményt nem értek el, veszteségük 16 000 fő volt, a Monarchia vesztesége 10 000 fő. A VII. magyar hadtestet a Krn sziklatömbtől az Isonzó-vonalra helyezték át, így a csata végén részt vettek a Doberdó-fennsík védelmében. A csata során Jenő főherceg parancsnokként sorra látogatta a harcoló csapatokat, többször kiment a frontvonalakra, bátorította a katonákat, így erősítve a védők morálját.

## Eredmény
Olaszországnak nem sikerült gyors támadásban az Osztrák–Magyar Monarchia hátországába vonulnia, a frontvonalak stabilizálódtak, állóháború alakult ki. Egyedül a tolmini hídfő egy pontját (Colowrat-hegy), és a Bovec melletti magaslat (Krn) elfoglalását könyvelhették el sikerként.

## Kapcsolódó szócikk
- Isonzói csaták